# Polska Zachodnia
Polska Zachodnia – sanacyjny dziennik wydawany w latach 1926–1939 w Katowicach.

## Historia
Motywem założenia sanacyjnej gazety w Katowicach była chęć umniejszenie wpływu, jaki na Górnoślązakach wywierały publikatory związane ze środowiskiem Wojciecha Korfantego, przede wszystkim popularna „Polonia”. Pierwotnie „Polska Zachodnia” ukazywała się jako organ Zarządu Głównego Związku Powstańców Śląskich. Za redakcję odpowiadał najpierw Rudolf Kornke, następnie Jan Makosz. Od grudnia 1926 nastąpiła zmiana częstotliwości ukazywania się i ogólnych założeń wydawniczych. Do 1938 roku redaktorem odpowiedzialnym był Edward Rumun, następnie Józef Wojciechowski.
Po przewrocie majowym w 1926 roku, gdy wojewodą śląskim został Michał Grażyński, na łamach „Polski Zachodniej” wzywano do większej integracji województwa śląskiego z resztą kraju. Postulowano zmniejszenie autonomii. Deklarowano walkę z niemczyzną, zgodnie z linią jasno określoną przez Józefa Piłsudskiego. Gazeta była głównym organem propagandy prorządowej na Górnym Śląsku.
Wydawcą gazety była "Polska Zachodnia" Spółka Wydawnicza. Redakcja miał swoja siedzibę w Katowicach na ul. Stefana Batorego pod numerem 2. Ostatni numer ukazał się 1 września 1939, za redakcję odpowiadał ponownie Edward Rumun.

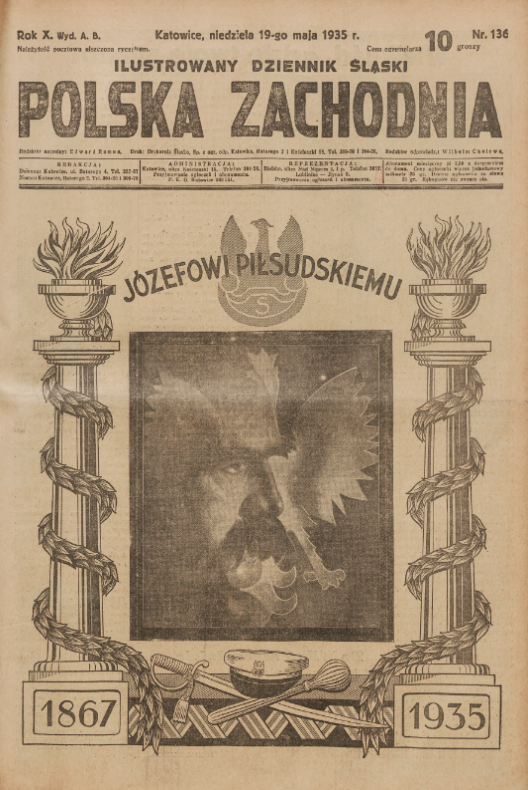
Wydanie z 19 maja 1935 r.
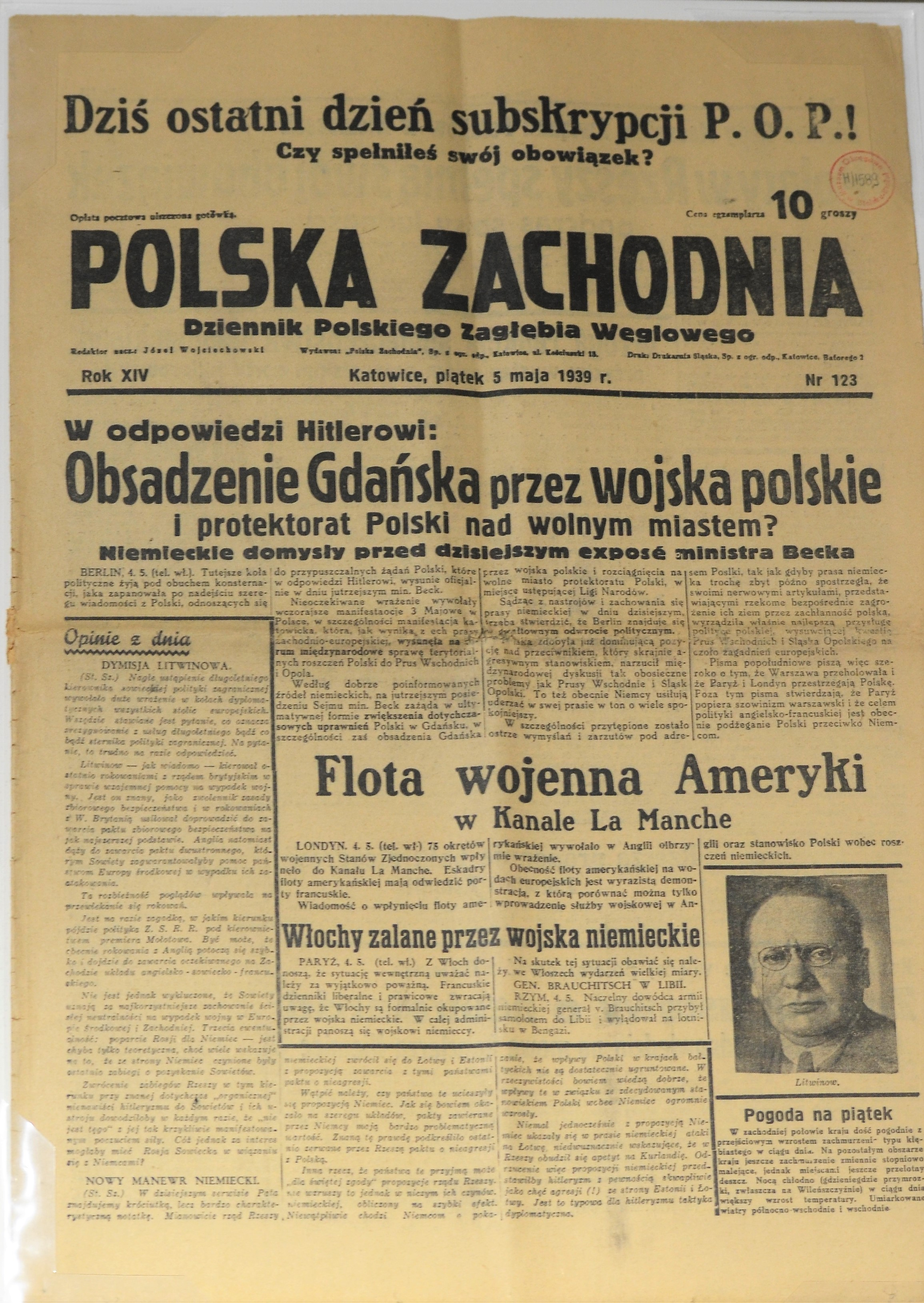
Wydanie z 5 maja 1939 r.